# Japet (lune)
Pour les articles homonymes, voir Japet.
Japet (S VIII Japet ; désignation internationale Iapetus) est un satellite naturel de Saturne, le troisième plus grand satellite de la planète par la taille. Il fut découvert le 25 octobre 1671 par Jean-Dominique Cassini.
Japet est principalement connu pour sa coloration, l'un de ses hémisphères étant particulièrement brillant tandis que l'autre est très sombre. La sonde Cassini a dévoilé d'autres caractéristiques rares, comme une crête équatoriale courant le long de la moitié du satellite. Il s'agit également du plus grand corps du Système solaire à ne pas être en équilibre hydrostatique, surpassant par son diamètre la quasi-totalité des candidats au statut de planète naine.

## Caractéristiques physiques

### Dimensions
Les mesures actuelles du diamètre de Japet suivant trois axes donnent 1 494,2 × 1 498 × 1 425,2 km, avec un diamètre moyen de 1 472 ± 2 km. Ces mesures pourraient cependant être imprécises à l'échelle du kilomètre car la totalité de la surface de la lune n'a pas été photographiée dans une résolution suffisamment élevée. À la différence de la plupart des satellites de taille comparable, Japet n'est ni sphérique, ni ellipsoïdal, mais possède un équateur protubérant et des pôles écrasés. De plus, la crête qui court le long de son équateur est tellement haute qu'elle déforme la forme de la lune, même à distance.

### Masse
La masse de Japet est estimée à 1,81×1021 kg. Avec un rayon moyen de 736 km, la masse volumique du satellite n'est que de 1,08×103 kg/m3, proche de celle de l'eau. Une masse volumique aussi faible, similaire à celle de Rhéa, indique que le satellite est principalement composé de glace et d'une faible quantité de matière rocheuse (environ 20 %).

### Coloration

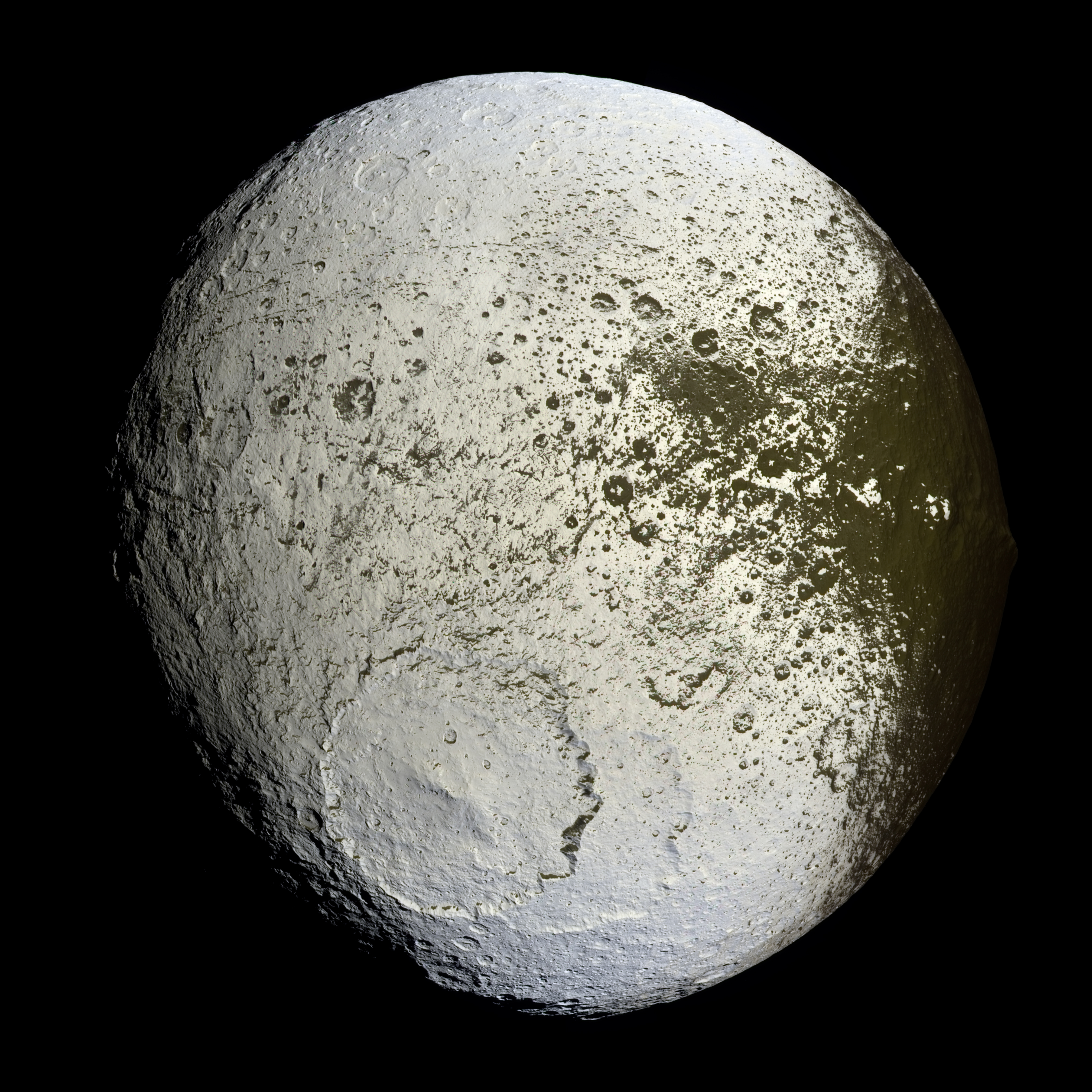
Mosaïque d'images prises par la sonde Cassini, mettant en évidence l'hémisphère brillant de Japet ainsi qu'une partie de la région sombre, visible sur la droite de l'image.

La différence de couleur entre les deux hémisphères de Japet est la caractéristique principale du satellite. L'hémisphère situé dans la direction de son déplacement autour de Saturne est très sombres (albédo compris entre 0,03 et 0,05) avec une légère coloration rouge-brun. L'hémisphère opposé à cette direction, ainsi que les pôles, sont très brillants (albédo de 0,5 à 0,6, presque aussi brillant qu'Europe). Ainsi, la magnitude apparente de l'hémisphère brillant atteint 10,2 et celle de l'hémisphère sombre 11,9. Le motif de coloration est analogue à un symbole yin-yang sphérique ou aux deux sections d'une balle de tennis. La partie sombre est appelée Cassini Regio et la partie claire Roncevaux Terra.
En septembre 2007, la sonde Cassini a survolé Japet et a montré que les deux hémisphères sont fortement recouverts de cratères. À la limite entre Cassini Regio et Roncevaux Terra, la dichotomie entre les zones brillantes et sombres existe à très petite échelle, jusqu'à la limite de résolution de 30 m de l'appareil.

#### Région sombre:Cassini Regio
Du matériau sombre recouvre les zones plates et du matériau clair est situé sur les pentes des cratères faisant face aux pôles, mais aucune nuance de gris n'est visible. Le matériau est une couche très fine, de quelques dizaines de centimètres par endroits selon le radar de Cassini et le fait que de petits impacts de météores l'ont traversé jusqu'à la glace sous-jacente.
On pense que le matériau sombre provient de débris arrachés à de petites lunes rétrogrades par des impacts de météorites et agrégés sur l'hémisphère de Japet situé dans le sens de sa révolution autour de Saturne. Comme la rotation de Japet est synchrone, elle présente également toujours la même face orientée en direction du mouvement orbital, et ces débris s'accumulent toujours dans la même région.
Le plus grand réservoir de matériau serait Phœbé, la plus grande lune externe de Saturne ; bien que la composition de Phœbé soit plus proche de celle de l'hémisphère brillant de Japet que de son côté sombre, cette poussière aurait déclenché le processus et aurait été ensuite obscurcie par la sublimation.
En 2009 est découvert l'Anneau de Phœbé, ne pouvant être mis en évidence qu'en infrarouge en raison de sa faible densité, ce qui le rend froid et donc indétectable depuis la Terre. Au sein de cet anneau évolue Phœbé, qui serait à l'origine de cet anneau lointain, alimenté par la poussière arrachée au satellite lors d'impacts météoritiques.
Ce serait donc la confirmation que Phœbé est à l'origine de l'aspect particulier de Japet.

#### Région claire:Roncevaux Terra
À cause de sa période de rotation de 79 jours (égale à sa période de révolution), Japet possède les écarts de température de surface les plus importants entre le jour et la nuit, sans même prendre en compte les différences de couleurs. De plus, le matériau étant sombre, il absorbe davantage de chaleur que la région claire. Près de l'équateur, l'absorption de chaleur par le matériau sombre élève la température à 128 K le jour dans Cassini Regio, à comparer aux 113 K de Roncevaux Terra.
La glace se sublime donc de préférence sur Cassini et précipite sur Roncevaux et les pôles, donnant l'apparence claire et réfléchissante. À l'échelle géologique des temps, toute la glace à découvert de Cassini a disparu vers Roncevaux, amplifiant encore le phénomène. On estime qu'aux températures actuelles, sur un milliard d'années, Cassini perd environ 20 m de glace par sublimation, tandis que Roncevaux n'en perd que 10 cm, sans même prendre en compte les transferts de glace entre les deux régions.

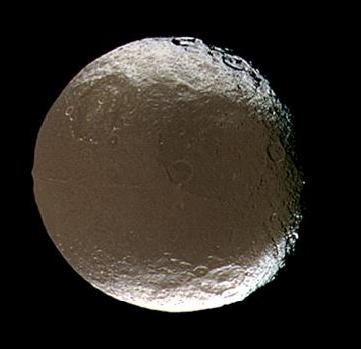
Cassini Regio
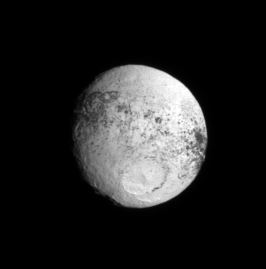
Roncevaux Terra
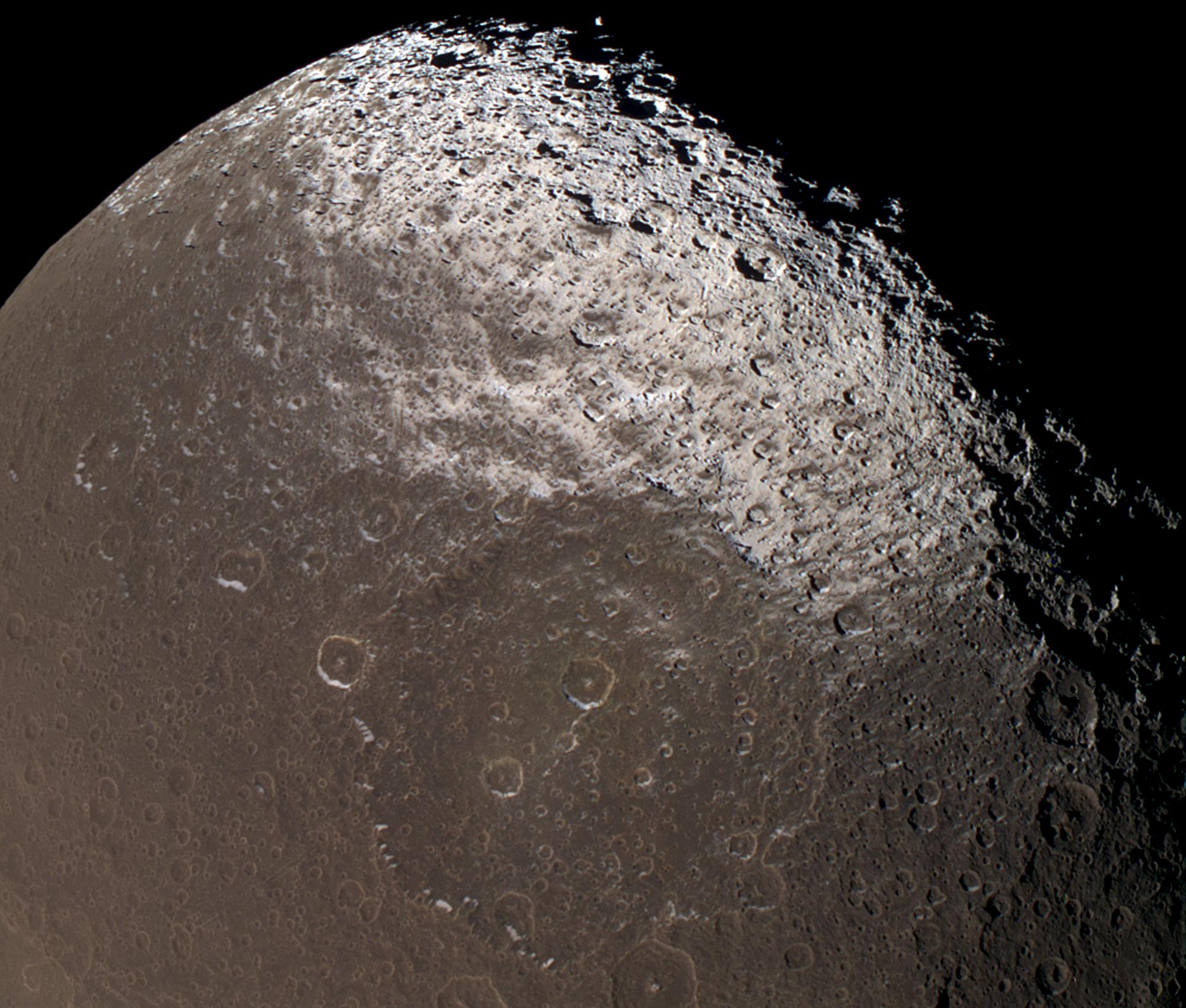
Gros plan sur le pôle nord

### Crête équatoriale

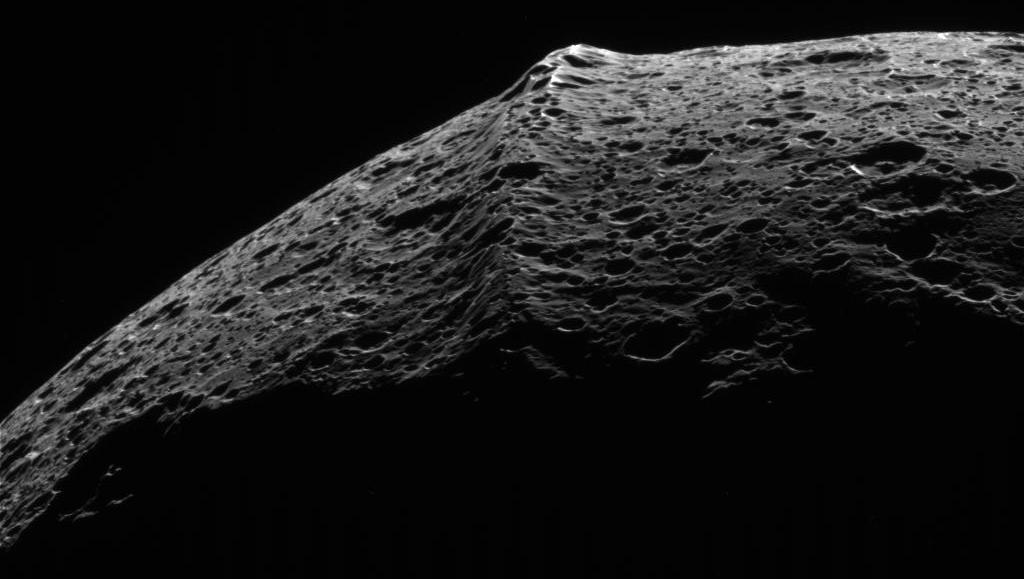
Gros plan sur la crête équatoriale.

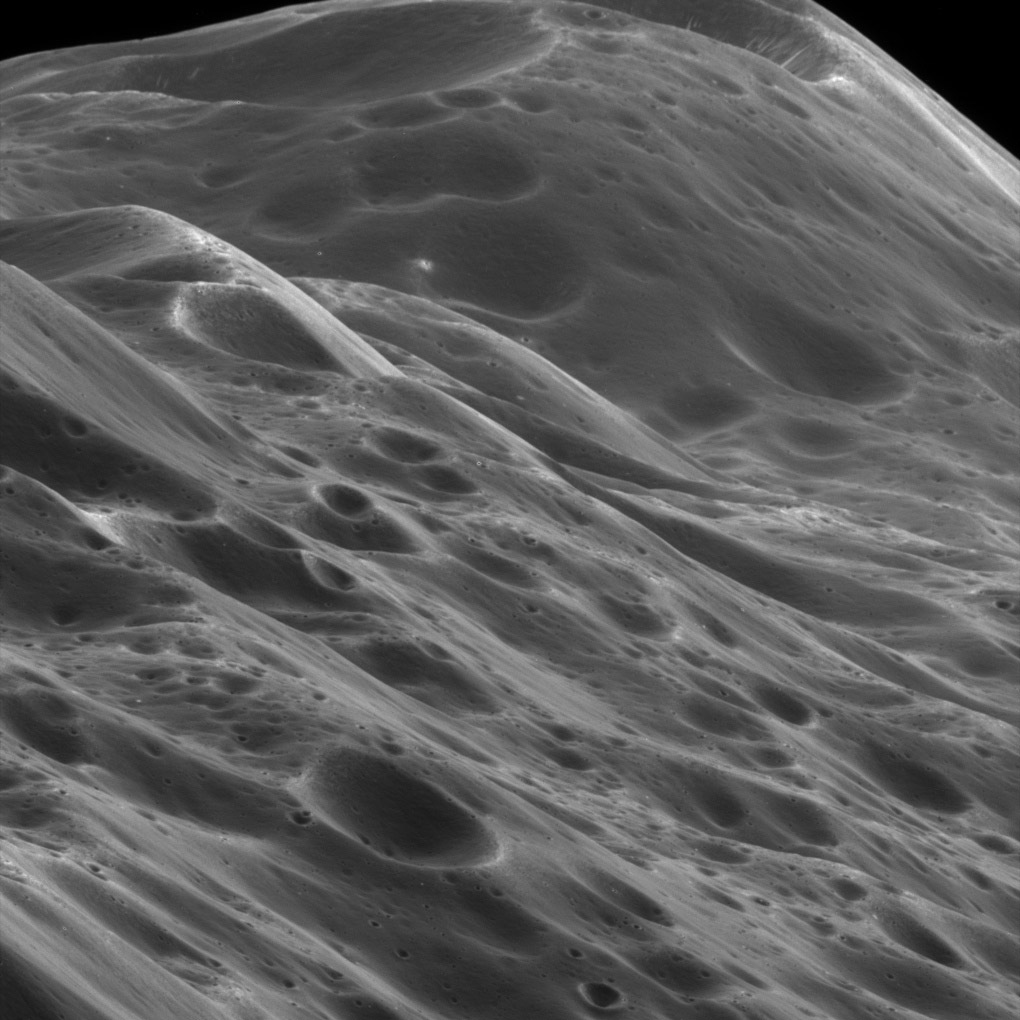
Gros plan sur des montagnes hautes de 10 km à l'intérieur de cette crête équatoriale.

Japet possède une crête équatoriale qui court au centre de Cassini Regio sur environ 1 300 km de long, 20 km de large et 13 km de haut. Elle fut découverte sur les images prises par la sonde Cassini le 31 décembre 2004 à 123 000 km de distance. Certaines parties de la crête s'élèvent à plus de 20 km au-dessus des plaines avoisinantes. La crête forme un système complexe contenant des pics isolés, des segments de plus de 200 km de long et des sections contenant trois crêtes presque parallèles. Roncevaux Terra ne possède aucune crête, mais une série de pics isolés de 10 km de haut le long de l'équateur. La crête est fortement cratérisée, indiquant qu'elle est ancienne.
L'origine de la crête n'est pas déterminée. Un certain nombre d'hypothèses ont été émises, mais aucune n'explique toutes les caractéristiques de la crête, comme des altitudes très différente d'un hémisphère à l'autre ou le fait qu'elle ne s'étend que sur 75% de l'équateur.
- Il a été suggéré que Japet aurait pu posséder un anneau pendant sa formation, du fait de sa grande sphère de Hill, et que la crête résulte de l'accrétion de cet anneau[18]. Cependant, la crête semble trop solide pour être le résultat de l'effondrement d'un anneau. En outre, des images récentes montrent des failles d'origine tectonique la traversant, ce qui semble incohérent avec cette hypothèse[12]. Toutefois, une étude de 2021 remet cette hypothèse en avant, montrant comment la matière de anneau aurait pu se déposer progressivement[13].
- Un groupe de chercheurs associés à la mission Cassini a émis l'hypothèse que la crête est un résidu de la forme oblongue de Japet, lorsque le satellite tournait plus vite sur lui-même qu'actuellement[19]. La hauteur de la crête suggère une période de rotation maximale de 17 heures. Afin de refroidir Japet suffisamment rapidement pour préserver la crête et de le conserver suffisamment plastique pour que les forces de marée de Saturne ralentissent sa période de rotation à 79 jours, Japet a dû être réchauffé par la désintégration de l'aluminium 26. Cet isotope semble avoir été abondant dans la nébuleuse solaire à partir de laquelle le système solaire s'est formé, mais s'est désintégré depuis. La quantité d'aluminium-26 nécessaire pour chauffer Japet à la température requise implique qu'il s'est formé plus tôt que prévu, seulement deux millions d'années après le début de la formation des astéroïdes[réf. nécessaire].
- Fin 2010, William B. McKinnon et Andrew Dombard proposent que cette déformation provient des résidus d'un ancien petit corps orbitant autour de Japet. Les forces de marées auraient disloqué ce corps dont les débris seraient ensuite venus s'écraser sur la surface de Japet[20].
- La crête pourrait être le résultat d'un ancien épisode de convection. Cette hypothèse indique que la crête est en équilibre isostatique typique des montagnes terrestres. Cela signifie que sous la crête se trouve un matériau de faible densité. Le poids de la crête est compensé par la force de flottabilité[21].

### Cratères
Japet possède de nombreux cratères d'impact et les images prises par Cassini ont mis en évidence de grands bassins d'impact dans la région sombre, dont au moins cinq font plus de 350 km de diamètre. Le plus grand mesure plus de 500 km ; son bord est extrêmement pentu et possède un escarpement de plus de 15 km de haut.

### Température
La température de la surface de la région sombre atteint 130 K (−143,2 °C) à l'équateur. Les surfaces claires absorbent moins de lumière solaire et la température n'y atteint qu'environ 100 K (−173,2 °C).

## Orbite
L'orbite de Japet est assez inhabituelle. Bien qu'il soit la troisième plus grande lune de Saturne, Japet orbite beaucoup plus loin que le satellite majeur le plus proche, Titan. Son plan orbital est également le plus incliné des satellites réguliers ; seuls les satellites irréguliers externes, comme Phœbé, possèdent des orbites plus inclinées. La cause en est inconnue.
Du fait de cette orbite lointaine et inclinée, Japet est la seule lune importante de laquelle les anneaux de Saturne seraient clairement visibles ; depuis les autres satellites internes, ils seraient vus par la tranche. De Japet, Saturne mesurerait 1° 56' de diamètre (quatre fois la taille de la Lune vue de la Terre).

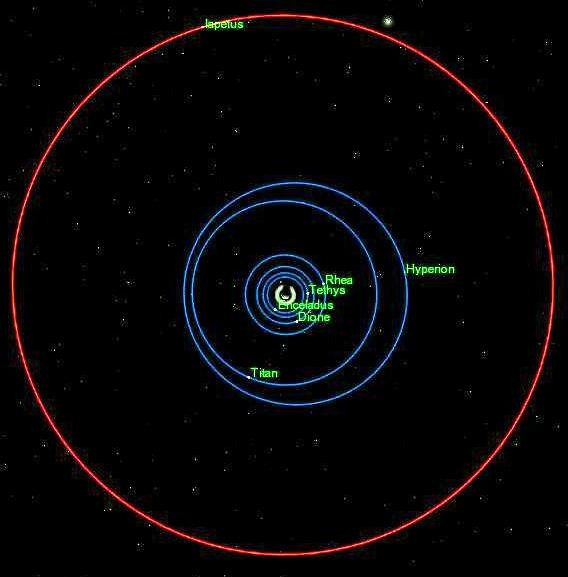
Vue polaire de l'orbite de Japet (en rouge), comparée aux autres lunes principales de Saturne.
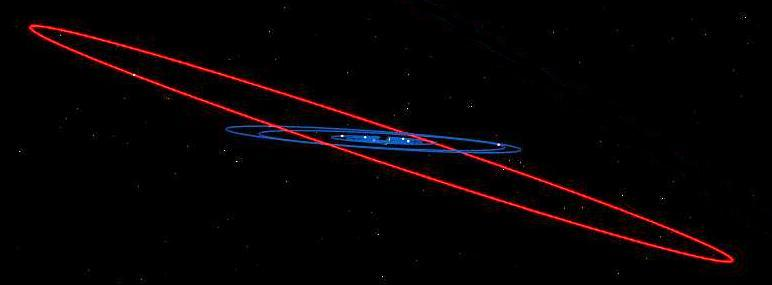
Vue des orbites des lunes principales de Saturne dans le plan équatorial de la planète ; l'inclinaison de l'orbite de Japet (en rouge) est clairement visible.
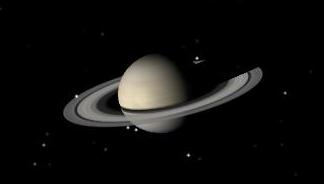
Simulation informatique de l'apparence de Saturne vu de Japet au point le plus bas de son orbite. Les anneaux de la planète sont clairement visibles.

## Toponymie
Japet porte le nom du titan Japet dans la mythologie grecque.
Mise à part l'immense tache noire qui couvre presque la moitié du satellite et qui est baptisée « Cassini Regio » d’après le nom de son découvreur, les autres formations remarquables de la surface de Japet empruntent leur nom aux personnages de la Chanson de Roland. La région claire porte le nom de Roncevaux Terra et les cratères sont par exemple nommés Charlemagne, Baligant, Turgis ou Roland.

## Historique

### Découverte
Japet fut découvert par Jean-Dominique Cassini en octobre 1671 sur le côté ouest de Saturne. Cassini tenta sans succès de l'observer sur le côté est de la planète au début de 1672. Il observa le satellite en décembre 1672 et en février 1673, pendant une quinzaine de jours à chaque fois sur le côté ouest, mais fut également incapable de le détecter entre ces périodes, lorsqu'il aurait dû se trouver sur le côté est. Cassini finit par l'observer sur ce côté en 1705 à l'aide d'un meilleur télescope, mais constata qu'il était deux magnitudes moins lumineux que sur l'autre côté,,.
Cassini en conclut correctement que Japet devait posséder un hémisphère sombre et un autre brillant et que sa rotation était synchrone, conservant la même face orientée vers Saturne, de telle façon que la partie brillante était visible depuis la Terre lorsque Japet se trouvait d'un côté de Saturne,.

### Nom
Cassini nomma les quatre satellites de Saturne qu'il découvrit (Japet, Téthys, Dioné et Rhéa) Sidera Lodoicea (« les étoiles de Louis » en latin) en l'honneur du roi de France Louis XIV. Titan, découvert par Christiaan Huygens presque trente ans plus tôt, avait été désigné simplement Saturni Luna (« lune de Saturne »). Les astronomes prirent l'habitude de les désigner par des numéros : Saturne I à Saturne V, ce dernier désignant Japet. Après la découverte de Mimas et Encelade en 1789, cette numérotation fut étendue et Japet devint Saturne VII, puis Saturne VIII après celle d'Hypérion en 1848.
Le nom « Japetus » fut suggéré par John Herschel (fils de William Herschel, découvreur de Mimas et Encelade en 1789) lorsqu'il proposa en 1847 que les désignations numériques soient remplacées par les noms de Titans, frères et sœurs de Cronos (équivalent de Saturne dans la mythologie grecque).

### Exploration
Japet a été photographié à plusieurs reprises à moyenne distance par la sonde Cassini. L'inclinaison de son orbite rend difficile une observation proche, mais un survol a été programmé le 10 septembre 2007, à 1 227 km d'altitude, à la suite duquel les images transmises ont révélé l'existence de la crête équatoriale. La sonde effectua un second survol de Japet le 27 mars 2015 à environ un million de km de distance, prenant des vues de la région du pôle nord. Elle n'a plus survolé le satellite par la suite.

## Japet dans la littérature
Dans le roman 2001 : L'Odyssée de l'espace d'Arthur C. Clarke, Japet est repéré comme la destination possible du signal émis depuis la Lune, à cause de sa dichotomie intrigante de luminosité. Et en effet, la partie brillante s'avère être artificielle et contenir en son centre un mystérieux monolithe de près de 600 mètres de haut qui se révélera une « porte des étoiles ». Arthur C. Clarke a d'ailleurs été sollicité lors du survol de Japet par la sonde Cassini, en clin d'œil à son roman.

#### Bases de données et dictionnaires
- Ressource relative à la littérature :   - The Encyclopedia of Science Fiction
- Notices dans des dictionnaires ou encyclopédies généralistes :   - Britannica
  - Den Store Danske Encyklopædi
  - Gran Enciclopèdia Catalana
  - Hrvatska Enciklopedija
  - Nationalencyklopedin
- Notices d'autorité :   - LCCN
  - Israël
  - Tchéquie